# الخط الغربي للسكك الحديدية العراقية
خط السكك الحديدية العراقية الغربية (IRR)، أو خط بغداد-حصيبة/القائم-عكاشات ( المسار رقم 3 )، هو خط سكة حديد تابع لهيئة السكك الحديدية العراقية، يربط عكاشات والقائم ببغداد عبر الرمادي والفلوجة. وهو في الغالب خط أحادي المسار غير مكهرب، مع وجود بعض المقاطع من الشيخ داري إلى المفرق الرطبة ذات مسارين. يبلغ طول الخط حوالي 520 كـم (320 ميل)يبلغ طوله ويبلغ أقصى سرعة له 100 كم/س (62 ميل/س). يتميز الخط باثنتين من خدمات السكك الحديدية المنتظمة الثلاث للركاب في العراق - خطوط الركاب بين بغداد والفلوجة أو الرمادي، والثالثة هي خدمة بغداد-البصرة.

## المواصفات الفنية
كان خط السكة الحديدية مزودًا بنظام ترحيل آلي بالكامل منذ عام 1986،
وعلى طول الخط، تم بناء خمس ورش صيانة خفيفة في بغداد والفلوجة والرمادي والحقلانية وعكاشات ومصنعين للصيانة الثقيلة في القائم وبغداد.
مقياس الس2018و المقياس القياسي (1435 ملم)، وهو المقياس المستخدم في جميع خطوط السكك الحديدية العراقية منذ إغلاق خط بغداد-أربيل عام 1984. تتميز القضبان بملف UIC 60 مع وصلات ملحومة مصممة لخدمات الشحن عالية السرعة والثقيلة. يبلغ حمولة المحور 25 طنًا. العوارض مصنوعة من الخرسانة الجاهزة، مع ما يقرب من 4000 وصلة معزولة مُلصقة.
بسبب الأضرار الكبيرة التي تحدث أثناء الصراعات، يتعين على المشغلين توخي الحذر، مما يحد من السرعة التشغيلية إلى 100 كم/ساعة كحد أقصى، وغالبًا أقل من ذلك.
وتضمنت عملية البناء تثبيت التربة المضغوطة على مسافة 50 كيلومتر (31 ميل) لمنع هبوط المسار. إضافةً إلى ذلك، كان من الضروري تعزيز أساسات كلٍّ من خط السكة الحديدية وجسور الطرق السريعة المجاورة. وكان نقل سد بحيرة الحبانية أكبر مشروع لتسهيل البناء.
 

## تاريخ
بدأ إنشاء خط عكاشات-القائم بطول 144 كم في صيف عام 1981 واكتمل بحلول فبراير 1982، مع 5 محطات على طول الطريق. بدأ إنشاء الجزء البالغ طوله 376 كم من حصيبة إلى بغداد، والذي تضمن 23 محطة ومر عبر مناطق ذات كثافة سكانية أعلى، في نوفمبر 1982 واكتمل بحلول عام 1987.  حدث إنشاء الخط بالكامل في الإطار الزمني للحرب العراقية الإيرانية. وعلى الرغم من التأخيرات العرضية بسبب الحرب، فقد استمر البناء بسلاسة نسبية، حيث كان موقع المشروع بعيدًا عن خطوط المواجهة. وقد صرح موظفو شركة السكك الحديدية الإيرانية رسميًا أن إنشاء فرع عكاشات كان مخصصًا لنقل الفوسفات. ومع ذلك، هناك مزاعم بأنه تم استخدامه أيضًا لنقل الكعكة الصفراء من منجم اليورانيوم في عكاشات إلى منشأة لتخصيب اليورانيوم بنيت في سويسرا في القائم. كان يُعتقد أن أسلحة الدمار الشامل، بما في ذلك المواد النووية وغاز الخردل، ربما عولجت في القائم باستخدام معادن من عكاشات والمناطق المحيطة بها خلال سعي صدام حسين للحصول على أسلحة الدمار الشامل. ومع ذلك، لم يُعثر على أي أسلحة دمار شامل بعد حرب العراق.
من عام 2022 إلى عام 2024، تمكنت القطارات المتجهة إلى القائم وعكاشات من الوصول إلى هناك من خلال الطريق الالتفافي الذي أعيد بناؤه فوق بيجي إلى بغداد، والذي أضاف أكثر من 100 كم (62 ميلاً) إلى الرحلة الأصلية (بغداد - الفلوجة - القائم = 375 كم؛ بغداد - بيجي - القائم = 500 كم).

## العمليات والتطورات الأخيرة

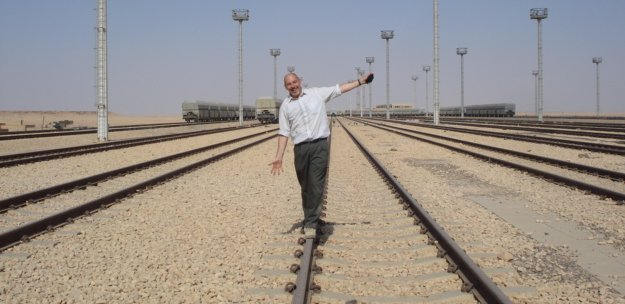
رجل يقف على مسارات ساحة سكة حديد أكاشات

يمتد خط سكة حديد يومي للركاب حاليًا على مسافة 65 كيلومترًا من بغداد إلى الفلوجة. تنطلق القطارات من بغداد إلى الفلوجة الساعة 6:45 صباحًا وتعود الساعة 3:00 مساءً. في المتوسط، يسافر 250 راكبًا يوميًا من بغداد إلى الفلوجة. تُعتبر تذاكر قطار الفلوجة رخيصة نسبيًا، حتى بالنسبة للمعايير العراقية، حيث تبلغ تكلفة تذكرة الذهاب 2000 دينار عراقي أو 1.5 دولار أمريكي.
مع إضافة 120 كيلومتر (75 ميل)قطار، يعمل خطان على خط السكة الحديدية حاليًا. تغادر القطارات الرمادي الساعة السادسة صباحًا وتعود من بغداد الساعة الثالثة والنصف مساءً. تكلفة القطار إلى الرمادي 4000 دينار، والمغادر منها 5000 دينار. تُضاف 2000 دينار رسوم الدرجة الأولى. يتسع كل قطار لـ 350 راكبًا. تتوقف القطارات في الفلوجة أثناء الرحلة.
على الرغم من شراء قطارات جديدة، إلا أن الخط لا يزال لا يعمل بـ 72 قطارًا يوميًا كما كان الحال خلال أوجه.
أصبح التحويل المؤقت عبر بيجي غير ضروري بعد إعادة بناء جسر السكة الحديد، الذي توقف عن العمل لمدة 20 عامًا، وأجبر القطارات على التوقف في الفلوجة. بعد هذا التوقف، الذي اتسم بعدم الاستقرار السياسي والإرهاب والفساد، اكتملت عملية إعادة بناء الجسر المذكور. أقيم حفل إعادة الافتتاح في 8 أكتوبر/تشرين الأول، بالتزامن مع مشروع "عام الإنجازات" الذي أطلقه رئيس الوزراء العراقي. بدأت خدمة الركاب إلى الرمادي في 11 أكتوبر/تشرين الأول 2024. ومن المتوقع استئناف الخدمات المستمرة إلى القائم بحلول نهاية عام 2024، وفقًا لمعلومات وزارة النقل.